# Soum de Port-Bieil
Pour les articles homonymes, voir Soum.
Le soum de Port-Bieil (en espagnol pico del Tormacal) est un sommet des Pyrénées, situé sur la frontière franco-espagnole entre les Hautes-Pyrénées, en région Occitanie, et la province de Huesca dans la communauté d'Aragon, qui culmine à 2 846 mètres d'altitude dans le massif de la Munia.

## Toponymie
Soum est un terme occitan signifiant « sommet », très usité dans les toponymes pyrénéens et en occitan, port bieilh signifie le « vieux passage ».

## Géographie
Il est situé entre le département des Hautes-Pyrénées en pays Toy en partie sud de la vallée d'Estaubé sur la commune de Gavarnie-Gèdre et la vallée de Bielsa en Espagne.

### Topographie
Il est situé au nord-est du pic de la Canau, à l'ouest du col de Gabiédou et à l'extrémité est du cirque d'Estaubé. Il surplombe la montagne du Grand Gabiédou et les pics d'Estaubé au nord.

### Hydrographie
Le sommet délimite la ligne de partage des eaux entre le bassin de la Garonne côté nord, qui se déverse dans l'Atlantique, et le bassin de l'Èbre, qui coule vers la Méditerranée côté sud.

## Voies d'accès
Côté français, au départ de l'auberge du Maillet, où l'on stationne gratuitement (hors été) ou l'on accède par la route départementale 922 en direction du cirque de Troumouse il est accessible par un sentier le long du ruisseau du Maillet vers le col de Gabiédou.

## Protection environnementale
Le pic est situé dans le parc national des Pyrénées et fait partie d'une zone naturelle protégée, classée ZNIEFF de type 1 : « cirques d'Estaubé, de Gavarnie et de Troumouse » et de type 2 : « haute vallée du gave de Pau : vallées de Gèdre et Gavarnie ».